# Thông Hứa
Thông Hứa (chữ Hán giản thể:通许县, âm Hán Việt: Thông Hứa huyện) là một huyện thuộc địa cấp thị Khai Phong, tỉnh Hà Nam,, Cộng hòa Nhân dân Trung Hoa. Huyện Thông Hứa có diện tích 766 km², dân số năm 2002 là 590.000 người. Huyện Thông Hứa được chia thành 6 trấn và 6 hương.
- Trấn: Thành Quan, Châu Sa, Ngọc Hoàng Miếu, Tây Sở Lâu, Trường Trí và Hiền Cương.
- Hương: Để Các